# Никто не скажет мне, как любить тебя
«Никто не скажет мне, как любить тебя» (исп. Nadie me dirá como quererte) — венесуэльская теленовелла, написанная сценаристом Мартином Анном. Вдохновением послужила книга «Ифхения» Тересы де ла Парра. Через десять лет после показа, сериал повторно транслировали по венесуэльскому каналу Televen .

## Сюжет
Главная героиня сериала — это Мария Эухения Алонсо Аристигета. Она родилась в Венесуэле, но выросла в Париже. Это делает её свободолюбивой и передовой в своих мыслях и идеях. После смерти отца Мария Эухения возвращается на родину.
С этого момента её жизнь резко меняется. Оказывается, что она разорена и зависит лишь от милости своих дяди и тети, Эдуардо и Антонии. Тетя Антония открыто завидует молодости и красоте Марии Эухении.
В это же время Мария Эухения встречает любовь своей жизни, молодого врача Габриэля Ольмедо. Это настойчивый, щедрый и добрый мужчина, который полностью поддерживает новаторские идеи Марии Эухении. Девушка защищает права женщин, борется за их равенство с мужчинами в обществе. Она считает также, что пара должна пожить вместе до свадьбы, чтобы увидеть, подходят ли они друг другу.
Однако, тетя Антония находит для Марии Эухении удачного жениха, богатого предпринимателя Сесара Леаля. Мужчина очень консервативен по своему характеру и считает, что женщины должны подчиняться мужчинам. Но он решает завоевать сердце Марии Эухении.
Идеи Марии Эухении сталкиваются с гневом и непониманием консервативных жителей городка. Даже семья Марии Эухении со своими пуританскими идеями не поднимает её убеждений. Особенно сердится на неё бабушка Эухения, набожная пожилая дама, яростно отстаивающая семейные традиции.
Мария Эухения желает, чтобы женщины заняли достойное место в обществе. И она начинает писать статьи в местной газете под псевдонимом «Ифхения». Её колонка становится революционной для старомодного городка, поскольку девушка критикует общественные устои, а также поднимает в своих статьях запретные темы.

## Актёры
- Марианела Гонсалес — Мария Эухения Алонсо Аристигета
- Уго Васкес — Габриэль Ольмедо
- Ракель Яньес — Рита Монастериос
- Хуан Карлос Аларкон — Сесар Леаль
- Дора Маццоне — Антония Гарсиа де Аристигета
- Хавьер Видаль — Эдуардо Аристигета
- Бетти Рут — Бабушка Эухения Аристигета
- Гильермо Давила — Франсиско Алонсо (Панчо)
- Маргарита Эрнандес — Клара Аристигета
- Хильда Абрахамс — Мерседес Галиндо
- Эктор Пенья — Педро Хосе Аристигета (Перуччо)
- Лэнс дос Рамос — Карлос Эмилио Аристигета
- Лаура Чимарас — Ана Тереса Галиндо (Анате)
- Нестор Браво — Матео Варгас
- Росарио Прието — Грегория
- Эйлин Селесте — Кристина Итурбе[3]